# Wi-Fi
Вај-фај (енгл. Wi-Fi) је бежична локална рачунарска мрежа (WLAN) која почива на стандарду IEEE 802.11. Сви уређаји који су повезани на ову мрежу су у близини (пар десетина метара) антене (уређаја) која прима и предаје потребне сигнале. Wi Fi је заштитни знак Вај-фај алијансе, која ограничава употребу термина Вај-фај цертификован на продукте који су у довољној мери комплетни да би задовољили цертификационо тестирање интероперабилности. Уређаји који користе вај-фај технологију укључују рачунаре, мобилне телефоне, таблете, паметне телевизије, штампаче, дигиталне камере и фотоапарате, аутомобиле и дронове. Према подацима из 2017, Вај-ај алијанса се састојала од више од 800 предузећа широм света. Судећи по подацима из 2019, преко 3,05 милијарди уређаја са вај-фај подршком се произведи годишње сваке године.
Вај-фај користи више делова породице протокола  802 и дизајниран је за међусобну комуникацију са својим жичаним братом Етернетом. Компатибилни уређаји могу бити делом једне заједничке мреже, а могу бити спојени путем бежичне приступне тачке, жичним уређајима и Интернетом. Различите Вај-фај верзије су одређене стандардима протокола IEEE 802.11, са различитим радио технологијама које одређују радио опсеге и максималним распонима и брзинама које се могу постићи. Вај-фај најчешће користи 2,4   и 5   радио опсеге. Ови појаси су подељени на више канала. Комуникација у мрежи преко различитих канала је могућа, али предајник може само да одашиља на једном каналу.
Вај-фај таласи имају релативно високу апсорпцију и најбоље раде ако постоји оптичка видљивост. Многе уобичајене препреке као што су зидови, стубови, кућни уређаји итд. могу увелико смањити домет, али то такође помаже смањивању сметњи између различитих мрежа у претрпаним окружењима. Приступна тачка (или хотспот) често има домет од око 20 метара у затвореном простору, док неке новије приступне тачке имају могућност досега на отвореном и до 150 метара. Временом су се повећавали брзина и спектрална ефикасност вај-фаја. Неке вај-фај верзије могу досећи брзине од 1 Gbit/s (гигабит у секунди).
Да би се корисник повезао на вај-фај мрежу, обично мора знати име (SSID) и лозинку. Вај-фај је потенцијално осетљивији на напад од жичних мрежа јер свако унутар домета мреже може покушати да оствари приступ. Вај-фај заштићени приступ (WPA) породица је технологија створена за заштиту информација које се крећу по вај-фај мрежама и укључује решења за личне и пословне мреже. Како се је потреба за сигурношћу расла, сигурносне карактеристике WPA укључивале су јачу заштиту и нове сигурносне праксе. WPA користи лозинку и за шифрирање вај-фај пакета и тиме блокира прислушкиваче.

## Историја
Године 1971, ALOHAnet повезао је Хавајска острва са UHF бежичном пакетном мрежом. ALOHAnet и  протокол били су рани претходници Етернета, а касније и IEEE 802.11 протокола. Пресудом америчке Федералне комисије за комуникације из 1985. пуштен је ISM опсег за нелиценцирану употребу. Ти фреквенцијски таласи су исти они који користе микровалне пећи и подлежу сметњама. Године 1991, NCR корпорација је са AT&amp;amp;T корпорацијом изумела претечу 802.11, намењеног за употребу на продајним местима, под именом WaveLAN.
Аустралијски радио-астроном Џон О’Саливан са својим колегама Теренс Перцивал, Грахам Даниелс, Дијет Остри, и Џон Дин развио је кључни патент који се користи у вај-фајуу, а који је био нуспроизвод CSIRO (Commonwealth Scientific and Industrial Research Organisation, аустралијска федерална агенција за научни развој) истраживачког пројекта, „неуспели експеримент откривања експлозија мини црних рупа величине атомске честице”. О’Саливан и његове колеге заслужни су за проналазак вај-фај технологије. CSIRO је 1992. и 1996. добио патенте за методу касније кориштену у вај-фају за чишћење сигнала. Прва верзија протокола 802.11 објављена је 1997. и осигурала је до 2 Mbit/s брзине. Године 1999. године са 802.11b спецификацијом могле су се постићи 11 Mbit/s брзине.
Вај-фај користи велики број патената које посједују многе организације. У априлу 2009. године, 14 технолошких компанија је платило CSIRO милијарду америчких долара због кршења CSIRO патената. Тако је Аустралија етикетирала вај-фај као аустралијски изум, иако се око тога и даље воде полемике. CSIRO је наплатио додатних 220 милиона долара у нагодбама у 2012, с тим што су светске компаније у Сједињеним Државама морале платити CSIRO-ова права за лиценцирање процењена на додатних милијарду америчких долара у хонорарима.

## Стандарди
је други стандард који је угледао светло дана, након .11, а пре .11а. Познат и под називом Wi-Fi (Wireless-Fidelity), који се односи управо на 802.11б. Б стандард је био права мала револуција у WLAN-у, имао је пропусност од 11Mbps уз fallback rate на 5.5, 2 односно 1 MB/s. То значи ако је интензитет сигнала мањи, или је удаљеност међу уређајима повећана, мрежна опрема прилагођава се условима и смањује брзину везе одржавајући је и даље активном. Већина WLAN и WAN мрежа ради на .11б стандарду (у односу на друге WLAN стандарде) па је тако .11б постао референца за WLAN. Највише програма и алата које се могу наћи на интернету су управо за .11б мреже. Варијација на .11б стандард је 802.11б+ који удвостручује пропусност на 22 Mb/s односно 44 Mb/s уз „Тексас инструмент ACX100“ chipset. Иако декларисан као 11 Mb/s, можда се управо тај уређај може надоградити на фамозних 44 Mb/s. Спајање изнад два километра удаљености на 22 Mb/s је одличан резултат. Примарна сигурносна енкрипција је WEP (Wired Equivalent Privacy). WEP се користи у 64, 128 или 256 битном облику. Све Prism1 картице користе 64 бит, Prism2 128 бит, а ACX100 256бит. Домет ових уређаја варира. Декларисаних 500 метара са додатним спољним антенама пење се од 5 km преко 38 km па до невероватних 300 km уз појачала (Аустралија).
802.11g је верзија 802.11 стандарда која ће достићи пропусност од 54 Mb/s, али за разлику од .11а на 2.4 GHz! Антене се већ производе али пракса је показала да је домет са 11. г стандардом на 54 Mb/s барем на половину .11б уређаја. Свака већа удаљеност је неповољна, и оптимално је узети .11б+ уређаје .11г уређаји интелигентније користе "autofallback rate", па брзина са удаљеношћу опада чешће него код .11б+ уређаја.
802.11n најновија је верзија 802.11 стандарда која достиже пропусност до 600 Mb/s, користи MIMO технологију за постизање већих брзина од 802.11b и 802.11g стандарда. Направљена су и побољшања у врстама заштите. Уређаји који раде у овом стандарду обично користе 2 или више антена. Такође могу радити и у претходним стандардима уколико други уређаји у мрежи не дозвољавају брзине и могућности n стандарда.

## Начин рада
Радио комуникација код WLAN-ова се обавља у ISM (Industrial, Scientific & Medical) опсегу фреквенција који је свуда у свету прихваћен као опсег за чије коришћење није потребна лиценца - ФТА (Free to air) спектар. ISM чине три опсега фреквенција: 
- 902 - 928 ,
- 2400—2483.,5  i
- 5728—5750. MHz.

Од њих се, у овом тренутку, најчешће користи опсег око 2.4 - 2,48 GHz.
WLAN-ови користе „Spread Spectrum“ модулацију која сигнал распростире по широком опсегу фреквенција. Наиме, оне омогућују да више корисника истовремено дели исти фреквентни опсег без међусобне интерференције, и пружају много већу отпорност на сметње и прислушкивање од модулација 'уског' спектра.
Показало се да је много боље слати сигнал мале снаге преко ширег фреквентног опсега, него да се сигнал велике снаге шаље преко малог фреквентног опсега. Уколико на некој фреквенцији из опсега постоји снажна сметња, вероватност да ће се послата информација тачно примити је неупоредиво већа зато што ће највећи део сигнала бити пренесен, ван осега где је сметња. Ова технологија је развијена још пре око 50 година и то за војне примене са циљем да буде максимално отпорна на ометања, интерференцију и прислушкивање.

## WiFi Сертификат
Wi-Fi је ознака Wi-Fi Alliance (претходно „Wireless Ethernet Compatibility Alliance“) организације која тестира и сертификује опрему сагласну са 802.11x стандардом.

## Разлике у односу на класичну мрежу
Због другачије природе физичког медија и на нивоу везе, постоје разлике у односу на каблиране мреже. CSMA/CD метода која се користи у жичаним Етернет мрежама је овде непрактична јер је откривање колизија код радио-сигнала много теже јер станица која емитује сигнал, због симплекса (једносмерности) радио комуникације, не може сазнати да ли је дошло до колизије. Стога се метода приступа изменила, под називом „Distributed Coordination Function“ (DCF). Она користи „Carrier Sense Multiple Access/Collision Avoidance“ (CSMA/CA), a ne „Collision Detection“ (CD) методу. Ради се о томе да станица ослушкује да ли је медиј слободан за емитовање и ако јесте, почиње са емитовањем сигнала, али после неког случајног временског интервала. Таква метода смањује вероватност колизија јер спречава да више станица почне у исто време са емитовањем у тренутку када су откриле да је медиј слободан. Да би се добила још ефикаснија комуникација користе се CTS и RTS сигнали. На почетку комуникације пошиљалац шаље RTS сигнал којим за неки временски период резервише медиј и обавештава примаоца да има пакет за њега, наравно, уколико је прималац у оквиру домета. Ако се ради о инфраструктуралној мрежи, неке станице неће “чути” RTS сигнал. Међутим, приступна тачка у бежичној мрежи тада шаље CTS сигнал који сада сигурно долази до примаоца као и до свих других терминала чиме их се обавештава да је медиј резервисан и да емитовање ускоро почиње.

## WiFi у конзолним играма
Неке конзолне игре користе Wi-Fi технологију за комуникацију.
- Nintendo Wii има уграђен Wi-Fi
- Nintendo DS је Wi-Fi компатибилан
- Sony PSP закључује WLAN за спајање на Wi-Fi приступне тачке
- PlayStation 3 има уграђен Wi-Fi
- Xbox 360 има бежични мрежни адаптер
- PlayStation 4 има уграђен Wi-Fi[23]